# Coprin
Coprin är ett mykotoxin som finns i grå bläcksvamp, Coprinus atramentarius. Svampen är känd för sin "antabuseffekt" i samband med alkoholförtäring.
Renframställt coprin är färglösa kristaller och är i sig ogiftigt. Vid upphettning eller i sur miljö sönderfaller coprin i glutaminsyra och 1-aminocyklopropanol. Det är det senare ämnet som blockerar enzymet acetaldehyddehydrogenas, som är involverat i metabolismen av etanol. Denna hämning leder till en ansamling av acetaldehyd, vilket orsakar en alkoholrodnadsreaktion.

## Historik
På grund av likheterna med förgiftning av disulfiram (tetraetyltiuramdisulfid) spekulerades det länge i att disulfiram var den aktiva ingrediensen i grå bläcksvamp. År 1956 rapporterades att disulfiram hade isolerats från coprinus, men detta fynd kunde inte replikeras. År 1975 identifierades coprin som föreningen i den allmänna bläcksvampen, med den mekanism som identifierades 1979.

## Syntes
Coprin är den första upptäckta föreningen med en naturligt förekommande cyklopropanongrupp. Kemisk syntes kan effektivt utföras genom att göra en N-acylationsreaktion på 1-aminocyklopropanol. Behandling av isocyanatocyklopropan med saltsyra leder till hydroklorid av 1-aminocyklopropanol. Tillsats av natriumhydroxid för att skapa 1-aminocyklopropanol kommer att destabilisera strukturen, så syntes måste utföras med användning av hydrokloriden. Tillsatsen av hydrokloriden till N-ftaloyl-L-glutaminsyraanhydrid kommer att genomgå acylering. Slutligen avlägsnas blockeringsgruppen med användning av hydrazin, vilket ger coprin. Enantiomeren, isokoprin, bildas i försumbara mängder i småskalig syntes men syntetiseras i högre mängder i storskalig, industriell syntes.

## Symptom
Symtom på coprinförgiftning är ansiktsrodnad/rodnad, illamående, kräkningar, sjukdomskänsla, agitation, hjärtklappning, stickningar i armar och ben, och ibland huvudvärk och överdriven salivation.:288  Detta kan beskrivas som alkoholrodnadsreaktion. Symtom uppstår vanligtvis fem till tio minuter efter konsumtion av alkohol. Om ingen mer alkohol konsumeras kommer symtomen i allmänhet att avta under två till tre timmar, och symtomens svårighetsgrad är proportionell mot mängden alkohol som konsumeras. Konsumtion av alkohol kan medföra dessa symtom i upp till 5 dygn efter intag av coprin. Intressant nog uppträder inte symtom på coprinförgiftning när svampen intas rå, utan bara när svampen kokas.
Vid undersökning av coprinförgiftningsfall i Tyskland 2010 dog ingen av patienterna, och alla återhämtade sig helt efter att ha avstått från alkohol. I ett fall söktes inte sjukvård alls, och även om det fanns ett intervall i tid för alkoholförbrukning efter svampkonsumtion, hade alla noggrant kokat svampen före förtäring.
Symtomen på coprinförgiftning och alkoholkonsumtion liknar dem som induceras av disulfiram (marknadsförs som Antabus), ett läkemedel som används för att behandla kronisk alkoholism genom att inducera allvarliga biverkningar av alkoholkonsumtion. På grund av detta gjordes forskning om användningen av coprin som ett liknande läkemedel mot alkoholism. Tester har dock visat att coprin har långsiktiga mutagena och reproduktiva effekter, vilket gör det olämpligt för långvarig användning.

## Funktion
Coprin hydrolyserar till glutaminsyra och 1-aminocyklopropanol, vilket hämmar enzymet acetaldehyddehydrogenas. 1-aminocyklopropanol omvandlas snabbt till cyklopropanonhydrat, som binder kovalent till tiolgruppen som finns i enzymet, vilket inaktiverar dehydrogenasaktiviteten. Denna hämning orsakar sedan en ansamling av acetaldehyd om alkohol intas. Eftersom acetaldehyd är giftigt och inte längre kan metaboliseras till den mindre giftiga ättiksyran, uppträder de karakteristiska symptomen på coprinförgiftning. Men som visas i mekanismen nedan är den kovalenta bindningen reversibel, vilket gör att symtomen kan avta om ingen mer alkohol konsumeras.
1-aminocyklopropanol inaktiverar också esterasaktiviteten hos acetaldehyddehydrogenas, men mindre signifikant.